# James Krüss
James Krüss född 31 maj 1926 på ön Helgoland, död 2 augusti 1997 på Gran Canaria, var en tysk poet och författare.
Krüss var utbildad lärare men arbetade aldrig som detta. 1946 gav han ut sin första bok, Der goldene Faden. 1948 flyttade han till Reinbek där han grundade tidskriften Helgoland som existerade fram till 1956.
1956 och framåt skrev han radioteater för barn och barndikter tillsammans med Peter Hacks. Samma år gav han ut barnboken Der Leuchtturm auf den Hummerklippen. 1962 publicerades hans mest kända bok, Timm Thaler som 1978 gjordes som en miniserie för TV regisserad av Sigi Rothemund - den blev också TV-film i Sovjetunionen 1981 och tecknad TV-serie i Tyskland 2002.
James Krüss har översatt några av Barbro Lindgrens böcker om Den vilda bebin till tyska, och flera av hans dikter har i svensk översättning tonsatts av Laci Boldemann.